# Siudaïta
La siudaïta és un mineral de la classe dels silicats que pertany al grup de l'eudialita. Rep el nom en honor de Rafał Siuda (n. 1975), doctorat de l’Institut de Geoquímica, Mineralogia i Petrologia de la Facultat de Geologia de la Universitat de Varsòvia.

## Característiques
La siudaïta és un ciclosilicat de fórmula química Na₈(Mn²⁺₂Na)Ca₆(Fe³⁺,Mn²⁺)₃Zr₃NbSi₂₄(Si,◻,Ti)O₇₄(OH)₂Cl·5H₂O. Va ser aprovada com a espècie vàlida per l'Associació Mineralògica Internacional l'any 2018. Cristal·litza en el sistema trigonal.
L'exemplar que va servir per a determinar l'espècie, el que es coneix com a material tipus, es troba conservat a les col·leccions de la secció mineralògica i petrogràfica del museu del país de l'Acadèmia Polonesa de Ciències, a Varsòvia, amb el número de catàleg: mzi iii/1/541.

## Formació i jaciments
Va ser descoberta al mont Eveslogtxorr, al massís de Khibini (óblast de Múrmansk, Rússia). Es tracta de l'únic indret de tot el planeta on ha estat descrita aquesta espècie mineral.